# Національний музей Республіки Башкортостан
Національний музей Республіки Башкортостан — державна бюджетна установа культури і мистецтва Національний музей Республіки Башкортостан.

## Історія
Музей засновано 23 квітня 1864 при Губернському Статистичному комітеті Оренбурзької губернії з ініціативи кількох членів комітету (Бух К. А., Гурвіч М. А., Пеккер А. А., Власов В. І.) за активної участі губернатора Г. С. Аксакова.
Музей розташовується в будівлі колишнього Селянського поземельного банку. Будівлю банку було збудовано за проектом, розробленим в 1905 році архітектором Друккером. Декретом РНК РРФСР від 25.11.1917 р. Селянський поземельний банк Росії був ліквідований, зникли і його губернські відділення. У будівлі розміщувалися різні партійні та державні установи: Уфимський губернський ревком, Башкирський ЦВК, РНК БАСРР, Обком ВКП(б) тощо.
У 1942–1945 рр. до будівлі зробили прибудову за проектом архітектора Є. Топуза, яка в цілому повторювала його стилістику, але мала і відмінності. У середині-наприкінці 1980-х років у будинку розміщувалися Президія Верховної Ради БАРСР і Башкирський Обком ВЛКСМ (потім Союз демократичної молоді РБ). З грудня 1989 року в будівлі розмістився Національний музей Республіки Башкортостан.
Будівля колишнього «Селянського поземельного банку (Уфимське губернське відділення)» з прибудовою 1943–1945 рр. і надвірна господарська будівля 1906–1908 рр. є пам'яткою архітектури.
У 2001–2003 рр. в будівлі проводився капітальний ремонт і реставрація.
Національний музей Республіки Башкортостан є головним музеєм, розташованим в місті Уфі. У складі Національного музею Республіки Башкортостан на правах філій діють 10 державних музеїв, з них — 6 розташовані в містах і 3 в сільській місцевості.
Нині в музеї працюють 35 експозиційних і виставкових зали, в яких розміщені експонати різної тематики, починаючи з природи рідного краю, історії, археології, етнографії, в експозиціях широко представлене багате минуле і сьогодення Республіки Башкортостан.
Фонди музею налічують 140 тис. од. зберігання основного фонду, 51 тис. одиниць зберігання науково-допоміжного фонду.
Одним з надбань музею є нумізматична колекція. Зараз вона налічує більш ніж 16 тисяч примірників. Перлинами є монети-«лусочки», що належать до часу правління Івана III. Окрім них, музей має велику колекцією золотих і срібних монет Росії. Предметом гордості вважається шабля, виставлена в музеї, що належала за легендою національному герою Салавату Юлаєву.

## Галерея

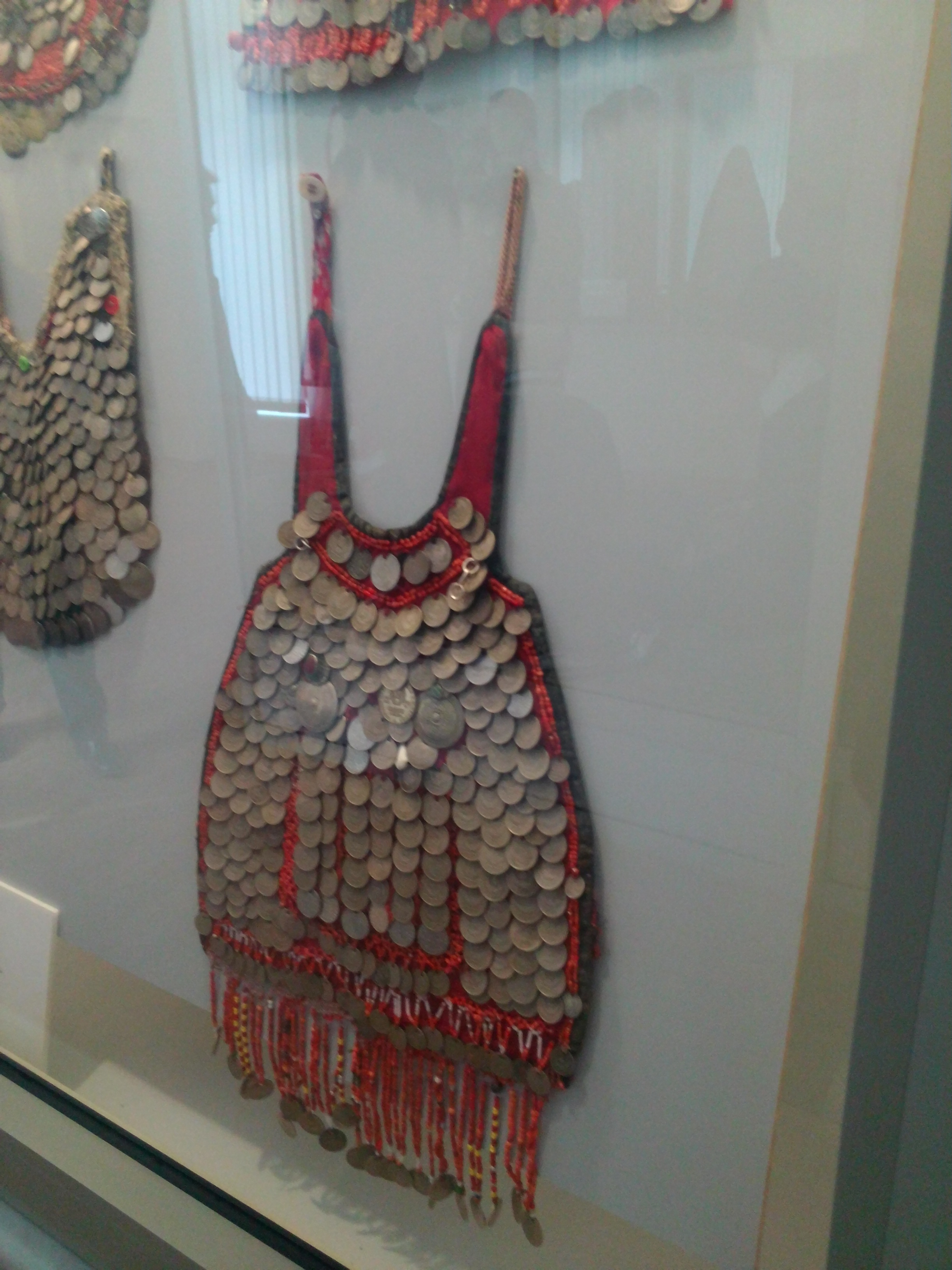
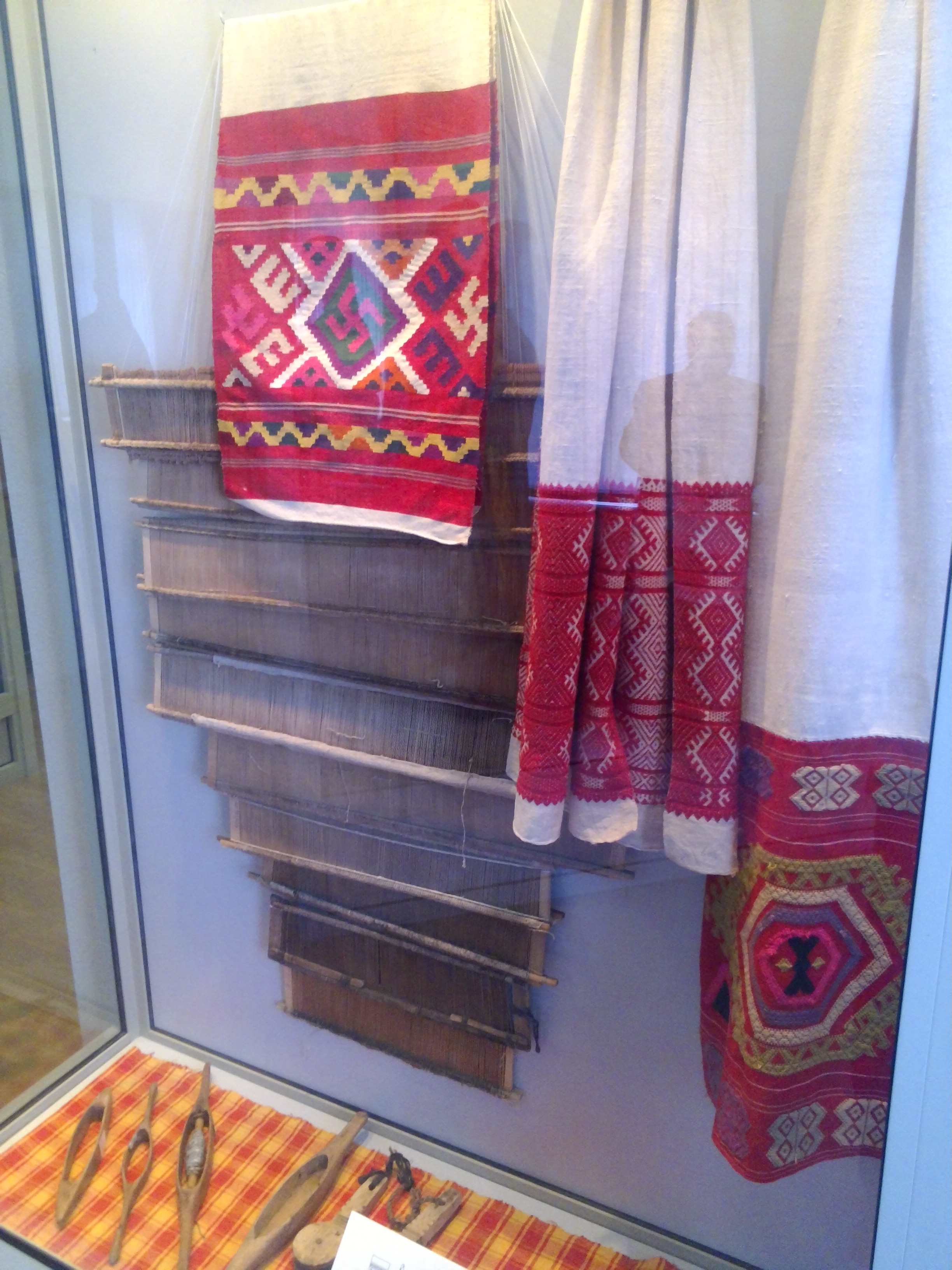
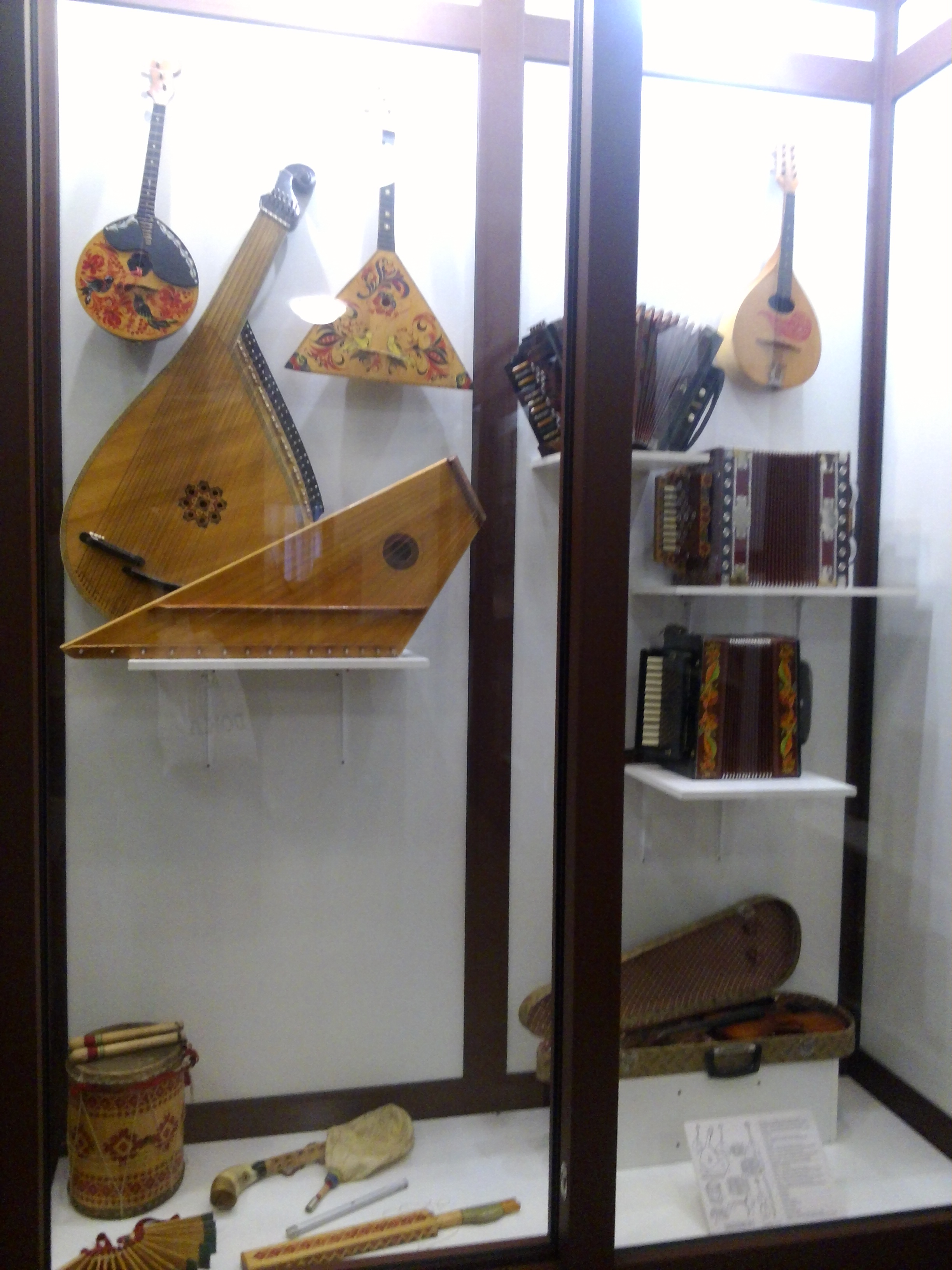
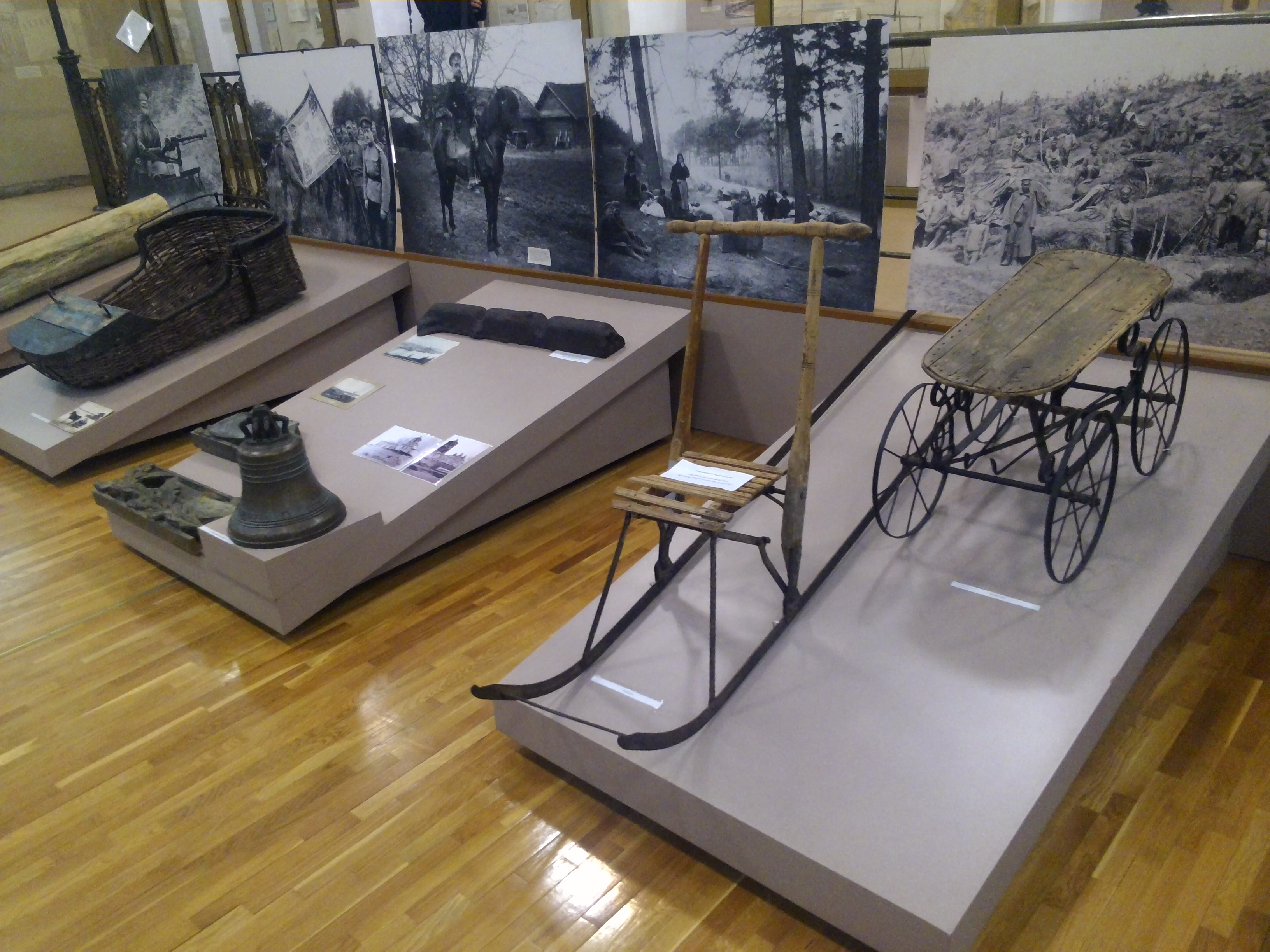